# Monroe, New Hampshire
Monroe är en kommun (town) i Grafton County i delstaten New Hampshire i USA med 788 invånare (2010). 